# Narastający zasób archiwalny
Narastający zasób archiwalny (ang. record, documents accrual, fr. documents d’archives, nm. Registraturgut, Schriftgut, ros. документалный фонд) – materiały archiwalne, wytwarzane i przechowywane u aktotwórcy, przed ich przekazaniem do wieczystego przechowywania, np. do archiwum państwowego. W tym czasie dokumentacja ta jest poddawana selekcji, w wyniku której wydziela się materiały do wieczystego przechowywania lub do brakowania (niszczenia).